# Ordas
Ordas è un comune dell'Ungheria di 502 abitanti (dati 2005). È situato nella contea di Bács-Kiskun.